# 格雷戈里·平卡斯
格雷戈里·古德溫·平卡斯（Gregory Goodwin Pincus，1903年4月9日—1967年8月22日），美国生物学家，与张明觉同为避孕药发明者之一。出身新泽西的一个犹太家庭，1924年在康奈尔大学获得学士学位，后转入哈佛大学从事发明，1927年后转入剑桥大学，1931年升任哈佛助理教授。1955年在东京举行的国际计划生育联合会代表大会上，平卡斯宣布了避孕药的发明。